# Alfred Iarbous
Alfred Liouk'ianovitch Iarbous (Альфред Лукьянович Ярбус ; 1914-1986) est un psychologue russe célèbre pour ses études sur les mouvements des yeux.

## Biographie
Iarbous, grâce à la mise au point qu'il avait faite d'un appareil permettant la mesure des petits mouvements oculaires, est l'un des premiers à remarquer, dans les années 1960, le phénomène de disparition des images stabilisées. (L'image est transmise sur un miroir qui est mu par les mouvements de l'œil lui-même, en sorte qu'elle se forme toujours au même endroit de la rétine. On note alors sa disparition : le sujet ne voit plus d'image.)
Mais c'est surtout pour ses études sur la perception des images complexes qu'Iarbous est resté célèbre. En 1965, il publie un livre intitulé Роль движений глаз в процессе зрения (Rol' dvijeny glaz v protsesse zreniya, c'est-à-dire « Le rôle du mouvement des yeux dans l'acte de vision »). C'est un jalon de l'optique physiologique. Iarbous y met en évidence les trajets complexes qu'effectue le regard et le fait qu'il passe l'essentiel du temps sur les « détails intéressants » : l'exploration de notre champ de vision n'est faite ni au hasard ni de manière uniforme.
Une de ses expériences restées célèbres a consisté à faire observer à des volontaires la toile Visiteur inattendu de Ilia Répine avec en tête une consigne particulière choisie dans une liste : selon la consigne choisie, les yeux de l'observateur parcourent des zones très différentes du tableau, mettant en évidence le phénomène de « regard différent sur les choses ».
1. ↑  Votre cerveau est un super-héros, Anatole Lécuyer, 2019,
éditions humenScience